# Sharon (Kansas)
Sharon – miasto położone w hrabstwie Barber.